# 五台山薹草
五台山薹草（学名：Carex montis-wutaii）为莎草科薹草属的植物。分布于中国大陆的山西等地，目前尚未由人工引种栽培。